# Buriano (Montecatini Val di Cecina)
Buriano è una frazione del comune italiano di Montecatini Val di Cecina, nella provincia di Pisa, in Toscana.

## Geografia fisica
Buriano è situato in posizione collinare sulle propaggini orientali del monte di Gello (249 m). Ad ovest del borgo scorre il torrente Cortolla, che si va a immettere nel fiume Cecina pochi chilometri a sud, all'altezza di Ponteginori.

## Storia
Il borgo di Buriano nacque nel periodo altomedievale e fu signoria dei nobili Saracini di Pisa. La località è documentata in una cessione al vescovo di Volterra del 1108 e successivamente nei privilegi imperiali di Federico I, Enrico VI (1186), Ottone IV e Carlo IV (1353 e 1369). A partire dal 1273 il castello e borgo di Buriano entrò a far parte del comune di Volterra.
Nel XIX secolo divenne proprietà dei marchesi Incontri di Volterra, che vi realizzarono una vasta tenuta. Nel 1833 sono censiti a Buriano 129 abitanti.
Agli inizi del XX secolo, la tenuta entrò in possesso della famiglia francese dei Rochefort. Nel 1931 si contano 457 abitanti, ma a partire dal termine della seconda guerra mondiale, il borgo va incontro ad un forte spopolamento, tanto da contare solo 43 abitanti nel 1961 e passare poi a 12 nel 1981. Negli anni novanta vi è un tentativo di rilanciare il paese con un progetto di paese-albergo, non andato però a buon fine, tant'è che dal 1998 il borgo di Buriano è completamente disabitato.

## Monumenti e luoghi d'interesse
- Chiesa di San Niccolò, edificio di culto della frazione,[3] è documentato sin dal periodo alto-medievale, ma si presenta in forme eclettiche in seguito a rifacimenti ottocenteschi. Si trova tuttora in condizioni di abbandono.[1]
- Monumento ai caduti[1]